# Улица Кутякова (Самара)
У́лица Кутяко́ва — одна из старейших улиц города Самары. Расположена в Самарском районе, параллельно улице Крупской. Берёт начало от улицы Максима Горького, пересекает Малярный переулок, улицы Водников, Алексея Толстого. Заканчивается пересечением с улицей князя Григория Засекина в районе Хлебной площади.
Переименована 10 марта 1966 года в честь Ивана Семёновича Кутякова.
В границах современных улиц Кутякова, Засекина и Водников располагалась первая самарская деревянная крепость, построенная по приказу воеводы Григория Засекина в 1586 году, который и считается годом основания Самары.
До 1952 года на углу улиц Кутякова и Водников стоял Спасо-Преображенский православный храм, построенный в 1685 году; при строительстве моста через реку Самару храм был снесён. На прилегающей к кремлю территории находился Спасо-Преображенский женский монастырь (ныне не существует).